# Berberentulus nelsoni
Berberentulus nelsoni – gatunek pierwogonka z rzędu Acerentomata i rodziny Acerentomidae.

## Taksonomia
Gatunek ten opisany został w 1976 roku przez Sørena Ludviga Tuxena. 

## Opis
Długość wyciągniętego ciała 1200 μm (1,2 mm). Długość przedniej stopy mierzonej bez pazurka 81 μm. Głaszczki szczękowe z pęczkiem i dwoma spiczastymi i bardzo długimi sensillae. Głaszczki wargowe zredukowane z 3 szczecinkami i kiełbaskokształtną sensilla. Przewód gruczołów szczękowych z sercowatym kielichem (calyx) i proksymalną częścią poniżej połowy długości proksymalnej gałęzi fulcrum. Pseudooczka okrągłe. Na przednich stopach wszystkie sensillae z wyjątkiem b′. Pierwsza para odnóży odwłokowych z pęcherzykiem końcowym i 4 szczecinkami, a druga i trzecia z 2 szczecinkami: długą przedwierzchołkową i krótką środkowo-wierzchołkową. Grzebień VIII segmentu odwłoka z 5 szeroko odseparowanymi ząbkami. Łuska genitalna samic (squama genitalis) z krótkim ramieniem nasadowym i ostro ściętymi, spiczastymi acrostyli.
|         | I                                | II, III                          | IV, V                            | VI                               | VII                              | VIII                             | IX                 | X                  | XI                | telson            |
| ------- | -------------------------------- | -------------------------------- | -------------------------------- | -------------------------------- | -------------------------------- | -------------------------------- | ------------------ | ------------------ | ----------------- | ----------------- |
| terga:  | {\displaystyle {\tfrac {6}{12}}} | {\displaystyle {\tfrac {6}{16}}} | {\displaystyle {\tfrac {6}{16}}} | {\displaystyle {\tfrac {8}{16}}} | {\displaystyle {\tfrac {6}{16}}} | {\displaystyle {\tfrac {6}{16}}} | {\displaystyle 14} | {\displaystyle 12} | {\displaystyle 6} | {\displaystyle 9} |
| sterna: | {\displaystyle {\tfrac {3}{4}}}  | {\displaystyle {\tfrac {3}{5}}}  | {\displaystyle {\tfrac {3}{8}}}  | {\displaystyle {\tfrac {3}{8}}}  | {\displaystyle {\tfrac {3}{8}}}  | {\displaystyle 4}                | {\displaystyle 4}  | {\displaystyle 4}  | {\displaystyle 6} | {\displaystyle 6} |

## Występowanie
Gatunek ten występuje w Ameryce Południowej (wykazany z Brazylii i Argentyny) oraz na Nowej Zelandii.